# Szonobe Cutomu
Szonobe Cutomu (Ibaraki prefektúra, 1958. március 29. –) japán válogatott labdarúgó.

## Pályafutása

### Válogatottban
A japán válogatottban 7 mérkőzést játszott.

## Statisztika
| Japán válogatott | Japán válogatott | Japán válogatott |
| Időszak          | Mérk.            | gól              |
| ---------------- | ---------------- | ---------------- |
| 1978             | 4                | 0                |
| 1979             | 0                | 0                |
| 1980             | 0                | 0                |
| 1981             | 3                | 0                |
| Összesen         | 7                | 0                |